# Шевченко (Скадовский район)
Шевченко (укр. Шевченка) — село в Скадовской городской общине Скадовского района Херсонской области Украины. В 2022 году, во время вторжения России в Украину, село было захвачено. На данный момент оккупировано ВС РФ.
Почтовый индекс — 75732. Телефонный код — 5537. Код КОАТУУ — 6524784901.

## Население
Население по переписи 2001 года составляло 933 человека.

### Языковой состав
Родной язык населения по данным переписи 2001 года:
| Язык       | Численность, чел. | Доля     |
| ---------- | ----------------- | -------- |
| Украинский | 859               | 92,07 %  |
| Русский    | 43                | 4,61 %   |
| Армянский  | 10                | 1,07 %   |
| Другое     | 21                | 2,25 %   |
| Итого      | 933               | 100,00 % |

## Местный совет
75732, Херсонская обл., Скадовский р-н, с. Шевченко, ул. Гирского, 20